# الجميلات الأربعة

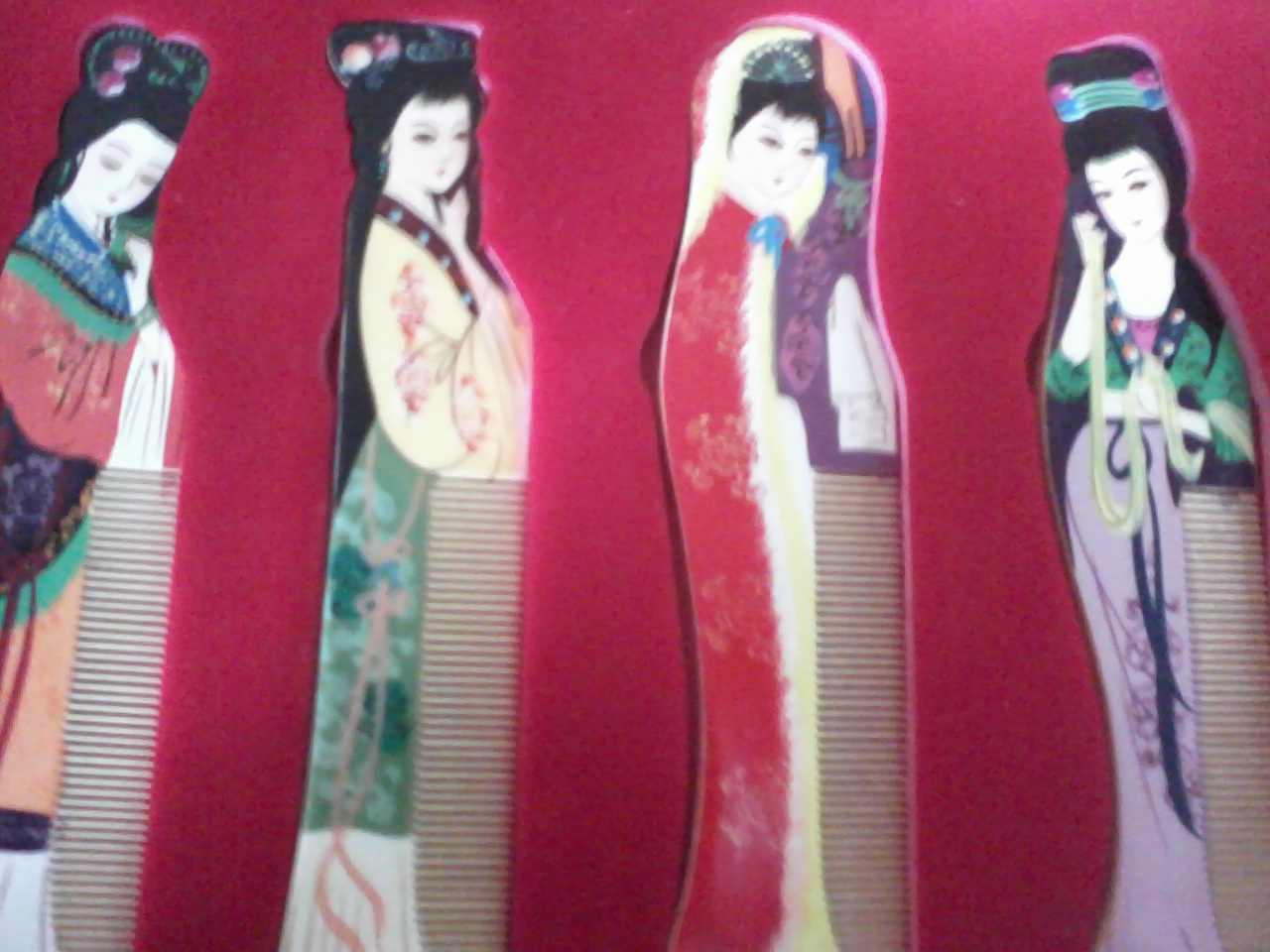
أمشاط تشانغتشو، وتمثل الجميلات الأربعة في الصين

الجميلات الاربع أو عظيمات الجمال الاربع هن أربع نساء صينيات مشهورات بجمالهن. وهن (Yang Guifei) (Diaochan) (Wang Zhaojun) (Xi Shi)

كان هناك ندرة في السجلات التاريخية المتعلقة بهن بمعنى أن الكثير مما هو معروف عنهن اليوم تم تزيينها بشكل كبير بواسطة الأسطورة.وقيل أنهن جميعًا استحوذن على اهتمام ملك أو إمبراطور حاكم في حقبهن. الطريقة التي أثرت بها أفعالهن على التاريخ الصيني. ثلاث جميلات من أصل أربع أجثت الممالك على ركبها وحياتهن انتهت بمأساة.

## الجميلات
عاشت عظيمات الجمال الاربع خلال أربع سلالات مختلفة، يفصل كل فصل مئات السنين. حسب الترتيب الزمني، فهن:
- شي شي، (Xi Shi) (من القرن السابع إلى القرن السادس قبل الميلاد، فترة الربيع والخريف)، قيل إنها جميلة للغاية لدرجة أن السمك سوف ينسى كيف يسبح ويغوص تحت السطح عند رؤية انعكاسها في الماء.[2] مسقط راس شي شي هي (Zhuji)، مقاطعة (Zhejiang) وقد كانت عاصمة مملكة يويه القديمة.ولقد عانى جيو جيان، ملك مملكة يويه عشر سنوات من الصعوبة في النوم على الاشجار والخشب وتذوق المرارة. لتحقيق طموحه في الفوز على فو تشاي، ملك مملكة وو (Wu)شي شي كان جزءا من خطته على الرغم من ان فان لي كان رجل احلامها. قام جيو جيان بارسال شي شي كهدية لفو تشاي الذي انبهر بجمالها ووقع في حبها. خسر فو تشاي إرادته القتالية بعد أن التقى بشي شي وقضى وقته بتسلية مع شي شي واخيرا هزم جيو جيان فو تشاي.
- وانغ تشاوجون، (Wang Zhaojun) (حوالي القرن الأول قبل الميلاد، أسرة هان الغربية)، يقال إنها جميلة لدرجة أن ظهورها يجذب الطيور في الجو لتقع من السماء.[3]
- ديوشن،(Diaochan) (القرن الثالث أواخر هان الشرقية / فترة ثلاثة ممالك)،  يقال أنها جميلة جدا ومضيئة لدرجة ان القمر سوف يخجل من الإحراج عند مقارنته بوجهها. خلافا لغيرها من الجميلات لا يوجد دليل أنها موجوده في الواقع من الناحية التاريخية.[4]
- يانغ جويفى،(Yang Guifei) (719 – 756 سلالة تانغ) يقال ان وجهها يضع جميع الزهورفي العار.